# Silvester Belt
Silvester Belt (lituà: Silvestras Beltė)  (Kaunas, 26 de novembre de 1997) nom artístic de Silvestras Beltė és un cantant i compositor lituà. Representà a Lituània al Festival de la Cançó d'Eurovisió 2024 amb la cançó "Luktelk".

## Biografia
Beltė va néixer a Kaunas, Lituània. El 2019 es va graduar a la Universitat de Westminster a Londres amb una llicenciatura en interpretació musical comercial. Després de graduar-se, va tornar a Lituània per treballar en nous materials electrònics/pop.

## Carrera
El 2017, Beltė va competir i més tard va guanyar el programa de televisió lituà Aš – superhitas (I Am a Superhit). Després de guanyar, es va traslladar de la seva ciutat natal a Vílnius, on més tard va llançar el seu senzill debut, "Noise". També va treballar entre bastidors del programa de televisió 2 Barai, l'homòleg lituà del concurs de realitat The Bar. L'any següent, va competir a la sisena temporada de X Faktorius, la versió lituana de The X Factor, on va ser eliminat a la quarta setmana.
El 19 de desembre de 2023, es va anunciar que Beltė competiria a Eurovizija.LT, la selecció nacional de Lituània per escollir el tema representant del país al Festival de la Cançó d'Eurovisió 2024, amb la cançó "Luktelk". Per sorteig va competir a la primera semifinal, on va quedar primer, classificant-se per a la final. Va guanyar la competició, guanyant-se el dret de representar el país al concurs. Va arribar a la final d'Eurovisió, l'onze de maig, on va quedar catorzè amb 90 punts.

## Vida personal
El 2017 va fer públic que s'identifica com a bisexual.

## Discografia

### Senzills

#### Com a artista principal
| Títol          | Curs | Posicions màximes a les llistes | Àlbum o EP          |
| Títol          | Curs | LTU                             | Àlbum o EP          |
| -------------- | ---- | ------------------------------- | ------------------- |
| "Noise"        | 2017 | —                               | Senzill sense àlbum |
| "Tave radau"   | 2017 | —                               | Senzill sense àlbum |
| "Enough 4 U"   | 2020 | —                               | Senzill sense àlbum |
| "Ar dar matai" | 2022 | —                               | Senzill sense àlbum |
| "Vidury naktų" | 2023 | —                               | Senzill sense àlbum |
| "Luktelk"      | 2024 | 1                               | Senzill sense àlbum |

#### Com a artista destacat
| Títol                                        | Curs | Posicions màximes a les llistes | Àlbum o EP             |
| Títol                                        | Curs | LTU                             | Àlbum o EP             |
| -------------------------------------------- | ---- | ------------------------------- | ---------------------- |
| "My Drug" (Romen Jewels amb Silvester Belt)  | 2018 | —                               | Senzill sense àlbum    |
| " Drugiai " (Jessica Shy amb Silvester Belt) | 2022 | 73                              | Apkabinti Prisiminimus |